# Lepidopleurina
Sous-ordre
Les Lepidopleurina sont un sous-ordre de mollusques polyplacophores marins.

## Historique
Le sous-ordre des Lepidopleurina est décrit en 1910 (ou en 1909 selon WoRMS) par Johannes Thiele.

## Liste des familles
Selon WoRMS en 2025, le nombre de familles acceptées est de huit, cinq vivantes et trois fossiles :
- Abyssochitonidae Dell'Angelo & Palazzi, 1989
- Camptochitonidae Sirenko, 1997 †
- Glyptochitonidae Starobogatov & Sirenko, 1975 †
- Hanleyidae Bergenhayn, 1955
- Leptochitonidae Dall, 1889
- Mesochitonidae Dell'Angelo & Palazzi, 1989 †
- Nierstraszellidae Sirenko, 1992
- Protochitonidae Ashby, 1925